# Deutsche Post

Logo Deutsche Post DHL Group (2009-2023)

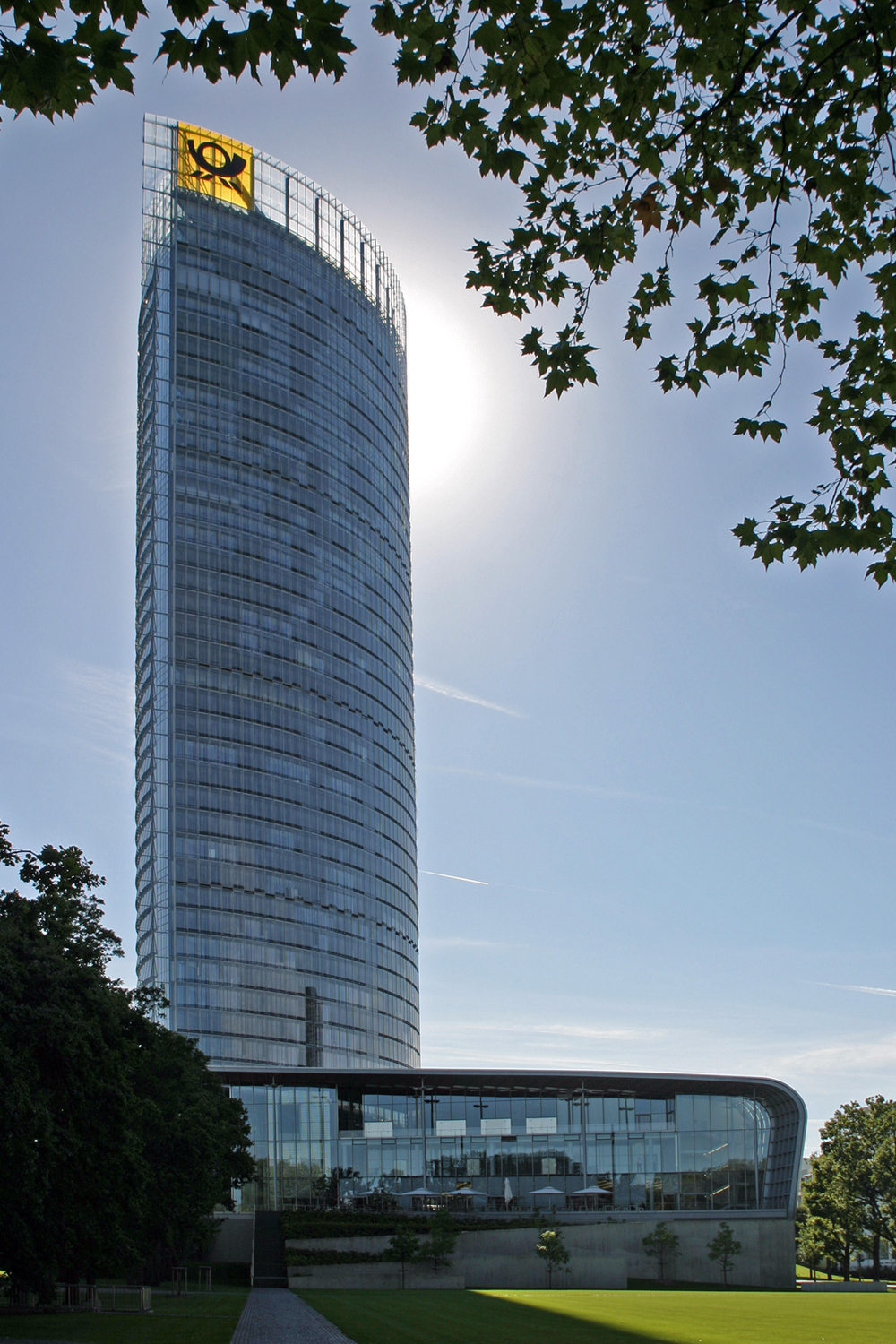
Siedziba Deutsche Post w Bonn

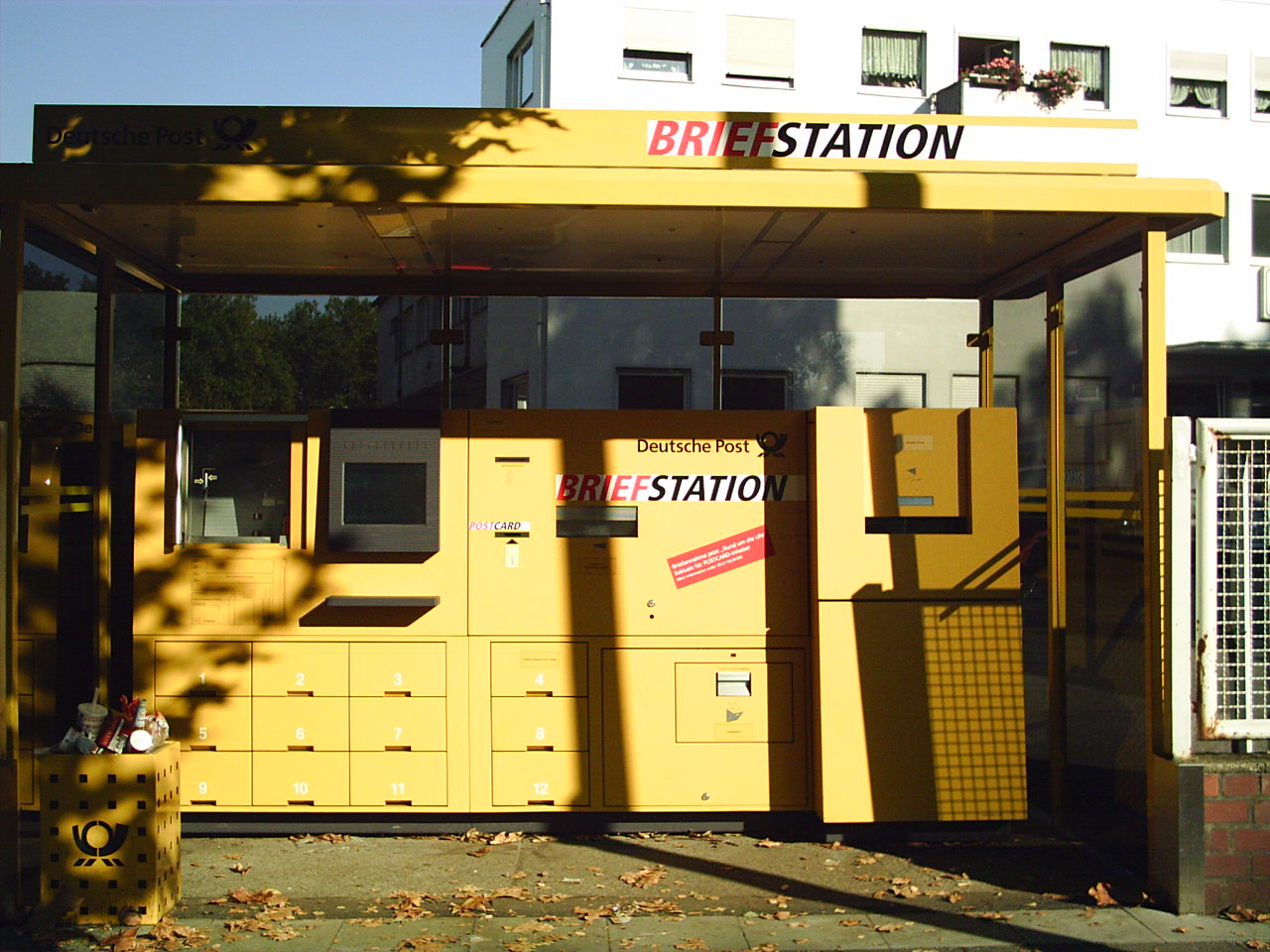
Packstation – samoobsługowy punkt odbioru paczek, Kolonia

Deutsche Post AG (z niem. Poczta Niemiecka, działająca pod handlową nazwą DHL Group, w latach 2009–2023 Deutsche Post DHL Group) – największy na świecie koncern logistyczny, zajmujący od lat wysoką lokatę na liście Fortune 500. Jej siedzibą jest Bonn. Przedsiębiorstwo funkcjonuje w ponad 220 państwach, zatrudniając prawie 440 tysięcy pracowników. Jego obroty w 2009 roku sięgnęły 46,2 mld EUR.
Deutsche Post wywodzi się od niemieckiej poczty państwowej – Deutsche Bundespost, która została sprywatyzowana w 1995 roku. Obecnie 35,5% udziałów należy do państwowego banku KfW, pozostałe 64,5% znajduje się na wolnym rynku – większość z nich (56,5% całości) należy do inwestorów instytucjonalnych, a 8% – prywatnych. Od czasu prywatyzacji, przedsiębiorstwo rozwija się głównie przez przejmowanie innych przedsiębiorstw. Deutsche Post jest notowana na Frankfurckiej Giełdzie Papierów Wartościowych w ramach indeksu akcji DAX.

## Struktura koncernu

### Poczta
Dział pocztowy dostarcza około 70 milionów listów w tygodniu na terenie Niemiec, zapewniając także całościowy łańcuch dostaw poczty z terenu Niemiec do ponad 200 krajów świata.
Dział pocztowy koncernu jest spadkobiercą większości tradycyjnych usług pocztowych, uprzednio oferowanych przez państwowy monopol pocztowy, firmowany pod marką Deutsche Post. 1 stycznia 2008 roku koncern, wraz z wejściem w życie unijnych przepisów, utracił monopol na przesyłki pocztowe poniżej 50 gramów. Na rynku dostarczania tradycyjnej poczty, Deutsche Post konkuruje głównie z mającą swoją siedzibę w Luksemburgu PIN Group, a także z holenderską TNT Post. W 2002 roku przedsiębiorstwo uzyskało licencję na świadczenie usług pocztowych na terenie Zjednoczonego Królestwa, przełamując tym jednocześnie monopol Royal Mail.
W styczniu 2008 roku dział pocztowy został podzielony na następujące linie biznesowe:
- Mail Communication – krajowe usługi pocztowe na terenie Niemiec, a także międzynarodowa korespondencja z Niemiec w dowolne miejsce świata,
- Press Services – krajowa dystrybucja prasy,
- Retail Outlets – operator krajowych punktów pocztowych, oferujących konwencjonalną pocztę, przesyłki i usługi finansowe Postbanku,
- Dialogue Marketing – usługi dla firm świadczących sprzedaż bezpośrednią, badania rynku,
- Parcel Germany – krajowe niekurierskie usługi dostarczania paczek, opierające się o sieć Packstation(inne języki), usługę tę przeniesiono spod płaszcza DHL, gdzie była tymczasowo częścią poddziału DHL Express,
- Global Mail – międzynarodowa i krajowa poczta konwencjonalna, oferowana pod marką DHL.

Deutsche Post oferuje także na terenie Niemiec usługę, zwaną Garagenvertrag (dosłownie „umowa garażowa”). Listonosz może zostawić listy i paczki w wyznaczonym miejscu (garażu lub domu sąsiada, jeśli adresat nie jest dostępny w swoim domu, aby je odebrać). Z jednej strony, usługa oszczędza adresatowi potrzebę udania się do punktu pocztowego celem odebrania swojej poczty. Z innego punktu widzenia jednak, każda przesyłka czy list w ten sposób doręczony, jest potencjalnym obiektem kradzieży, a ubezpieczenie przesyłek czy listów Deutsche Post nie obejmuje korespondencji dostarczonej w ten sposób.

### Express
Dział Express skupia w sobie wszelkie usługi kurierskie, przesyłek ekspresowych i ładunków, przesyłanych na przy użyciu transportu powietrznego, lądowego i morskiego. Funkcjonuje pod marką DHL.
Podzielona jest na poszczególne regiony operacyjne:
- Europa
- Azja/Pacyfik
- Obie Ameryki
- Europa Wschodnia
- Bliski Wschód/Afryka

### Spedycja

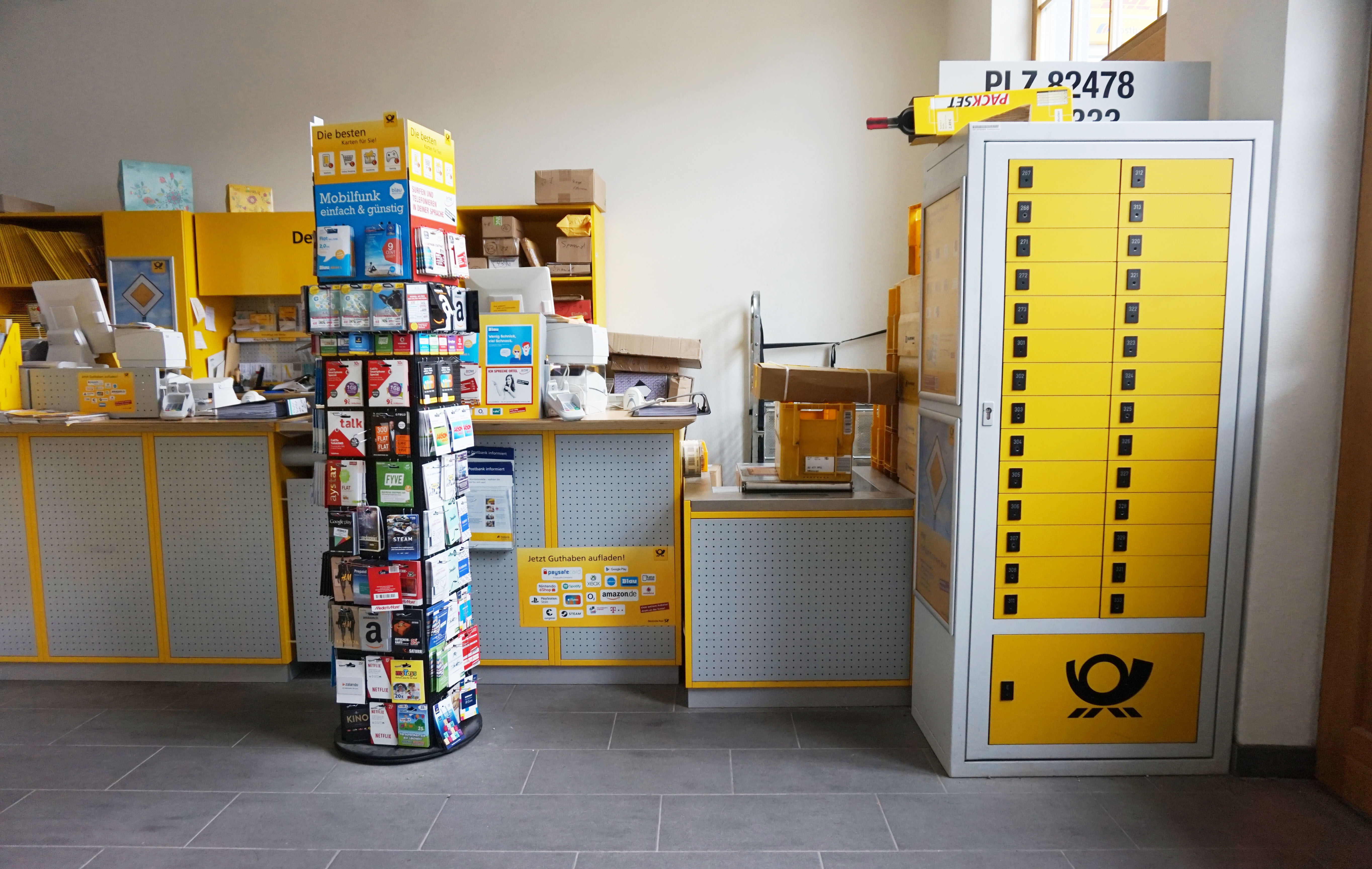

Dział spedycyjny prowadzi przewóz ładunków transportem drogowym, kolejowym, powietrznym i morskim, funkcjonując pod marką DHL.
Podzielony jest na dwie linie biznesowe:
- DHL Global Forwarding – prowadząca globalną spedycję morską i powietrzną,
- DHL Freight(inne języki) – prowadząca lądową sieć spedycyjną pokrywającą Europę, Rosję i Bliski Wschód.

### Supply Chain/CIS
Dział Supply Chain/Corporate Information Solutions (Łańcuchy Dostaw i Korporacyjne Rozwiązania Informacyjne) wykonuje na zamówienie dla klientów dopasowane rozwiązania logistyczne i oferuje usługi zarządzania informacjami korporacyjnymi.
Podzielony jest na dwie linie biznesowe:
- DHL Supply Chain – usługi magazynowe i transportowe, według ustalonego łańcucha dostaw dla klientów różnych sektorów, oferująca rozwiązania na zamówienie,
- Corporate Information Solutions – zarządzanie informacjami korporacyjnymi (systematyzowanie, cyfryzacja, zbieranie, archiwizowanie) wszelakiego typu.

### Usługi finansowe
Operatorem działu usług finansowych w ramach koncernu jest Deutsche Postbank jako spółka zależna, posiadająca w całych Niemczech około 14,5 miliona klientów.

## Marki

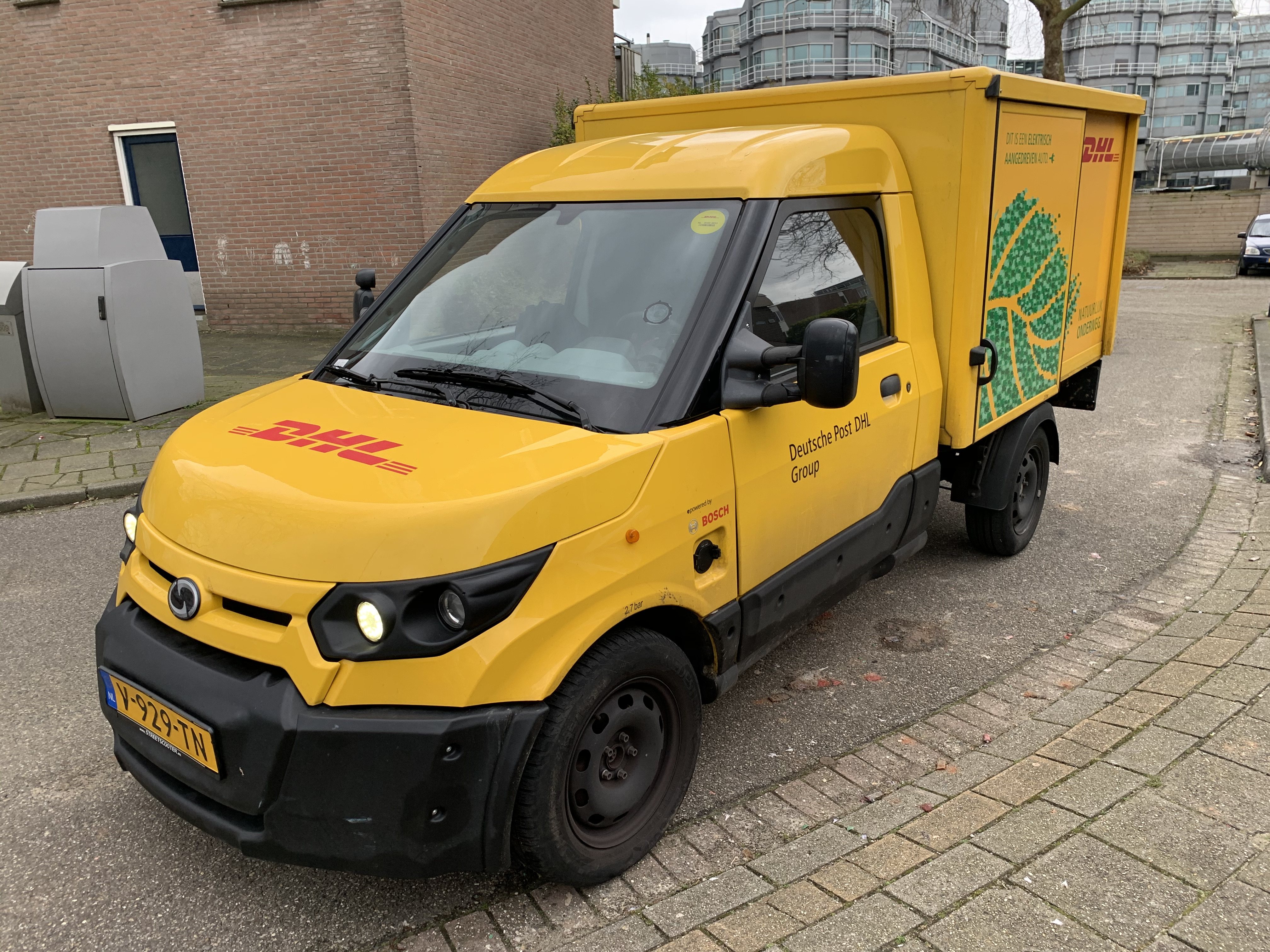
StreetScooter Work we flocie DHL

- Deutsche Post – przedsiębiorstwo funkcjonuje pod tą nazwą w Niemczech, gdzie realizuje usługi pocztowe. 1 stycznia 2008 r. wygasł monopol DP na dostarczanie listów poniżej 50 g.
- DHL – przejęta w 2002 roku. Pod tą marką realizowane są przede wszystkim usługi logistyczne i kurierskie, m.in. w Polsce (DHL Express (Poland) Sp. z o.o.).
- Deutsche Postbank(inne języki) – pod tą marką przedsiębiorstwo realizuje usługi finansowe. Obecnie Deutsche Postbank ma około 14,5 miliona klientów.
- StreetScooter – przejęty przez Deutsche Post w 2014 roku niemiecki startup z Akwizgranu specjalizujący się w produkcji elektrycznych samochodów dostawczych z linii Work. W latach 2015–2020 koncentrował się na dostarczeniu ponad 10 tysięcy pojazdów na użytek Deutsche Post i DHL, aż do wycofania zlecenia na takie pojazdy w marcu 2020[3].

## Fuzje i przejęcia
W 1998 roku Deutsche Post World Net rozpoczęło proces wykupu akcji DHL, sfinalizowany zakupem większościowego pakietu w roku 2001, a zakończony ostatecznie przejęciem DHL niecały rok później w 2002 r. W sierpniu 2003 roku Deutsche Post przejęła Airborne Express, a następnie zintegrowała ją z DHL, tworząc DHL Express.
20 września 2005 roku grupa ogłosiła przejęcie brytyjskiej DHL Supply Chain za 3 miliardy funtów. 
W 2006 roku doszło do fuzji DHL GlobalMail z brytyjską firmą logistyczną Mercury International.